# Mosca-dos-chifres
Haematobia irritans, ou mosca-dos-chifres, é uma pequena mosca do gênero Haematobia, que é o gênero de moscas hematófagas da Europa. A Haematobia irritans é nativa deste continente, mas foi introduzida recentemente também na América do Norte e é considerada uma praga do gado potencialmente perigosa. Um dos métodos de controle biológico é através dos besouros que enterram as fezes, sendo os do gênero Onthophagus os de maior importância.